# Andrea Pfeffer Ferklová
Andrea Pfeffer Ferklová (* 1. ledna 1975 Sokolov) je česká politička a manažerka, od roku 2020 zastupitelka Karlovarského kraje (navíc od roku 2024 radní kraje), od roku 2018 primátorka města Karlovy Vary, členka hnutí ANO.

## Život
Narodila se v Sokolově nedaleko Karlových Varů, své dětství strávila v blízkém Chodově. Vystudovala Vysokou školu ekonomickou v Praze (získala titul Ing.), následně absolvovala Prague International Business School, kde získala titul MBA. Od roku 2001 pracovala v Grandhotelu Pupp Karlovy Vary, zde prošla řadou manažerských funkcí. V letech 2006 až 2018 byla generální ředitelkou karlovarského skvostu.
Andrea Pfeffer Ferklová žije ve městě Karlovy Vary. Hovoří plynně německy, anglicky a rusky, částečně španělsky. Je bezdětná, vdaná, jejím manželem je šéfkuchař Tomáš Pfeffer.

## Kariéra
V březnu 2023 byla díky svým předchozím zkušenostem zvolena předsedkyní Sdružení lázeňských míst České republiky.[zdroj?]
Andrea Pfeffer Ferklová byla dlouhodobou místopředsedkyní představenstva společnosti Thermal-F, a.s., která v roce 2019 zahájila celkovou rekonstrukci známého karlovarského hotelu Thermal. V roce 2023 své působení na pozici místopředsedkyně završila.[zdroj?]
Je členkou dozorčí rady společnosti Letiště Karlovy Vary s.r.o., Nadace FILM-FESTIVAL KARLOVY VARY, Lázně Kyselka, o.p.s., INFOCENTRUM MĚSTA Karlovy Vary, o.p.s., a CARLSBAD CONVENTION BUREAU, o.p.s.[zdroj?]

## Politické působení
V komunálních volbách v roce 2018 byla zvolena zastupitelkou města Karlovy Vary, kdy jako nestraník za hnutí ANO 2011 byla lídryní kandidátky. Vítězné hnutí ANO 2011 vytvořilo koalici s druhým hnutím Karlovaráci a pátým uskupením Občanská demokratická strana s podporou Strany soukromníků ČR a Mladých konzervativců. Dne 13. listopadu 2018 byla Andrea Pfeffer Ferklová zvolena primátorkou města Karlovy Vary, nahradila tak dosavadního primátora Petra Kulhánka.  Stala se třetí ženou v pozici primátorky v Karlových Varech (po Miroslavě Štorkánové a Veronice Vlkové).
V podzimních volbách 2020 kandidovala také do zastupitelstva Karlovarského kraje (jako nestraník za hnutí ANO 2011), kde získala 4,20 % hlasů a tím si zajistila mandát v zastupitelstvu. Později se stala členkou hnutí. Mandát krajské zastupitelky posléze obhájila i v krajských volbách v roce 2024. Na začátku listopadu 2024 se pak stala radní kraje pro oblast lázeňství, cestovního ruchu a UNESCO.
V komunálních volbách v roce 2022 byla opět lídryní kandidátky hnutí ANO do Zastupitelstva města Karlovy Vary, post zastupitelky města se jí podařilo obhájit. ANO 2011 vyhrálo v Karlových Varech suverénně s 34,44 % hlasů, v zastupitelstvu, které má 35 křesel, mají 14 zástupců z řad ANO, 5 mandátů Karlovaráci, 4 SPD, 4 SPOLU, 4 KOA a po dvou mandátech Piráti a STAN. Dne 24. října 2022 byla Andrea Pfeffer Ferklová po druhé zvolena primátorkou lázeňské metropole, když vítězné hnutí ANO uzavřelo koalici s hnutím Karlovaráci a koalicí SPOLU (tj. ODS, KDU-ČSL a TOP 09).

## Ocenění
- 2012 – Hoteliér roku – cena Asociace hotelů a restaurací
- 2012 – Manažer odvětví cestovního ruchu – cena České manažerské asociace
- 2008 – Hoteliér roku pro Karlovarský kraj – cena Výboru Asociace hotelů a restaurací
- 2003 – Mladý manažer roku – cena Národní federace hotelů a restaurací Cestovní ruch